# Alberi José Ferreira de Matos
Alberi José Ferreira de Matos ou simplesmente Alberi (Recife, 28 de janeiro de 1945 — Natal, 28 de outubro de 2022), foi um futebolista brasileiro que atuou como atacante.

## Carreira

### Santa Cruz
Iniciou sua carreira, em Recife no juvenil do Santa Cruz, onde foi campeão juvenil de 1963 e 1965. Na sua juventude Alberi não era apaixonado por futebol e não pensava em ser jogador de futebol. Revelou que só trocou o emprego fixo pelos gramados depois de muita insistência dos cartolas do Santa Cruz, onde iniciou sua carreira de jogador profissional aos 23 anos.

### ABC
Já profissional, transferiu-se para o ABC, clube que consagrou-se, estreando no time do povo no dia 10 de Abril de 1968 partida realizada no estádio Juvenal Lamartine contra o Ferroviário-RN válida pelo Campeonato Potiguar, na oportunidade o ABC venceu por 3 a 2 e Alberi marcou 2 gols. Foi jogando pelo Alvinegro Potiguar que viveu seu auge na carreira, onde conquistou o tetracampeonato potiguar 1970, 1971, 1972 e 1973. Em 1972 recebeu a Bola de Prata da Revista Placar e várias propostas para mudança de clube inclusive do Fluminense do Rio de Janeiro, mas recusou todas. Só em 1974 saiu do ABC e voltou ao Rio Grande do Norte em 1976 jogando pelo América/RN sendo campeão Potiguar no ano seguinte.. Participou da Seleção do Ano de 1972. Ao lado de grandes jogadores da época, tais como Leão (PAL), Aranha (REM), Figueroa (INT), Beto Bacamarte (GRE), Marinho Chagas (BOT), Piazza (CRU), Ademir da Guia (PAL), Zé Roberto (CFC), Osni (VIT), Alberi (ABC) e Paulo César Caju (FLA)
Entre 1979 e 1981 jogou pelo Alecrim. Jogou ainda nas equipes do Rio Negro, Sergipe, Campinense, Icasa e Baraúnas, de Mossoró. Voltou para o ABC em 1984 ano que encerrou sua carreira depois de ter marcados pelo time do povo 79 gols e conquistados 4 estaduais.
No total, Alberi comemorou seis títulos estaduais, sendo quatro pelo ABC, um pelo América-RN e outro pelo Campinense. Parou aos 38 anos dizendo a seguinte frase:
| “ | Quando as pessoas começam a olhar para você com desconfiança por causa da idade, é melhor deixar a bola de lado. Foi exatamente o que eu fiz - disse Alberi em sua despedida. | ” |

Em sua carreira como jogador profissional Alberi marcou 283 gols. Em 2001, em eleição realizada pelo Jornal Tribuna do Norte para escolher a seleção de todos os tempos do ABC e em pesquisa semelhante realizada pelo ABC em virtude das comemorações dos noventa anos do clube, Alberi apareceu como titular nas duas seleções. Hoje mora em Natal, é casado pai de nove filhos e onze netos e é filiado ao PTB desde 1995.

### América-RN
Após saída conturbada do ABC, Alberi fechou com o arquirrival do Alvinegro, o América-RN.
Em 1976, primeiro ano de Alberi com a camisa alvirrubra, o Mecão foi vice-campeão estadual. Entretanto, no ano seguinte, em 1977, o América foi campeão potiguar de maneira polêmica. No ABC, havia o pacto de não deixar o América ser campeão pois Alberi estava no Alvirrubro e a Frasqueira não iria gostar. Com isso, no jogo final, no dia 18 de setembro de 1977, houve uma briga generalizada, causada por um desentendimento entre Ivanildo, jogador do América e Anderson, jogador do ABC, após uma falta marcada para o Alvinegro. Após criar-se um clima de batalha campal, Pradera, zagueiro do ABC, veio em direção de Alberi, que jogava no América, para tentar agredi-lo. Alberi, em defesa pessoal, acertou um chute no rosto de Pradera, causando revolta no jogador alvinegro. O árbitro paulista Faville Neto expulsou todos os jogadores e encerrou o jogo aos 29 minutos do segundo tempo. O jogo foi para o Superior Tribunal de Justiça Desportiva, que, por unanimidade, deu ganho de causa ao América, oficializando o título estadual do Alvirrubro. 

### A Bola de Prata
Alberi foi o único jogador a receber a Bola de Prata da Revista Placar atuando por um time do Rio Grande do Norte, isso ocorreu em 1972. Nesse ano grandes jogadores como Leão (goleiro do Palmeiras), Figueroa (zagueiro do Internacional-RS), Marinho Chagas (lateral do Botafogo-RJ), Piazza (volante do Cruzeiro), Ademir da Guia (meia do Palmeiras) e Paulo Cézar Caju (atacante do Flamengo) receberam a premiação.

## Títulos
ABC
- Campeonato Potiguar de Futebol de 1970, 1971, 1972, 1973 e 1983
- Taça Cidade do Natal: 1971 e 1983

Alecrim
- Taça Cidade do Natal: 1979

América de Natal
- Campeonato Potiguar de 1977
- Taça Cidade do Natal: 1977

Campinense
- Campeonato Paraibano de 1979

### Prêmios Individuais
- Bola de Prata (Placar): 1972

## Artilharia
ABC
- Campeonato Potiguar de 1971 - 16 gols
- Campeonato Potiguar de 1972 - 10 gols

## Prêmios
- Bola de Prata (Placar): 1972.

## Curiosidades
- Alberi recebeu uma proposta milionária, para os padrões da época, para defender o poderoso Fluminense. Alegando que o atleta deveria ficar onde se sentisse bem, disse não ao Tricolor das Laranjeiras.

| “ | - (Natal) Foi uma cidade que me acolheu bem, tanto a mim como toda a minha família, e foi por isso que eu optei por ficar no Rio Grande do Norte. Eu tive outras propostas para sair daqui do estado, mas eu não saí porque a gente deve ficar onde se sente bem. Não é importante o valor, o importante é o seu bem. Eu não quis ir para São Paulo, não quis ir para o Rio Grande do Sul, não quis ir para Portugal, não quis ir para o Rio de Janeiro, com uma proposta do Fluminense. O presidente do clube veio aqui na minha casa: 'Olha, o seguinte vai lá e joga'. Naquela época, eu ganhava 1.800 cruzeiros. Era dinheiro demais, mas aí, eles me ofereceram 15 mil por mês para que eu passasse três meses lá, e eu disse: 'Não vou, não!'. Eu podia ir, mas não quis. Eu não me arrependo de nada que eu fiz. Eu devia ter chegado a uma seleção brasileira, mas isso aí é outra história. Natal foi uma cidade que eu fui embora, mas disse que iria voltar. Não quis ficar no Santa Cruz, e voltei pra cá. Fui até campeão lá e cada jogador ganhou um Fusca do ano e, naquela época, era um carrão. Eu vim para Natal e perdi o de lá, mas quando cheguei aqui o ABC me deu um - declarou Alberi. | ” |

- Houve uma partida na Grécia, contra o Panathinaikos, que é um dos grandes clubes do país. O bicho era de 10 dólares para os outros jogadores do time, e Alberi recebeu 20 dólares por esse jogo, porque ele simplesmente acabou o jogo.
- Em 2015, a ALRN fez uma homenagem em comemoração aos 100 anos de fundação do ABC que teve autoria do Deputado José Adécio, homenageou nove personalidades que fizeram e ainda fazem parte da história do ABC. Alberi estava entre os homenageados.[7]
- Alberi é o quarto jogador que mais atuou com a camisa abecedista. Jogou 408 jogos no ABC e marcou 210 gols, sendo o segundo maior artilheiro da história alvinegra.
- É chamado de o eterno camisa 10 abecedista.
- Em 2012, a vida de Alberi foi parar nas telas dos cinemas. O documentário "Alberi, o craque alvinegro" é o título de um vídeo produzido pelos estudantes de Cinema da Universidade Potiguar.

## Morte
Alberi morreu na noite de 28 de outubro de 2022, numa sexta-feira, em decorrência de um quadro de diabetes. 